# Kimi no Kakera
Kimi no Kakera (jap. きみのカケラ, dt. „deine Fragmente“) ist ein Manga von Shin Takahashi.

## Handlung
Protagonistin ist die 13-jährige Kamuy-poro-cise-ikor (カムイ・ポロ・チセ・イコロ), kurz Ikoro (イコロ), was in der „alten Sprache ihres Landes“ „Gott-großes-Haus-Schatz“ bedeutet, die jedoch sechs Jahre jünger aussieht, dafür aber sehr begabt ist und sechs Klassen übersprungen hat. Sie ist die königliche Prinzessin eines von hohen Mauern eingeschlossenen Landes, über das stets Nacht und eisige Kälte herrscht und in dem sich der Schnee unablässig auftürmt. Zudem ist sie eine Hitogata, was innerhalb der Serie als vager Begriff mit den Bedeutungen „eine Puppe in Form eines Menschen; eine Dekoration mit einem fehlenden Teil; ein Mensch, dem eine Emotion fehlt“ verwendet wird und sich bei ihr darauf bezieht, dass sie nicht lächeln kann. Der Verbleib ihrer Eltern ist unbekannt und sie lebt allein mit ihrer 90-jährigen Gouvernante Shā (シャー) und ihrem blinden kleinen Bruder Mataku (マタク) in einer kleinen Blockhütte, seit die königliche Familie von der Politikerkaste insgeheim entmachtet wurde. Eines Tages fällt ein seltsamer Junge mit Gedächtnisverlust durch ihr Dach, den sie Shiro (シロ) nennt, ebenfalls ein Hitogata ist, der aber keinen Schmerz verspürt, Talent im Kämpfen hat und, sobald er eine Waffe anfasst, in einen Blutrausch gerät und danach alles vergisst. Gejagt von der Armee, die auf der Suche nach einem Hitogata-Gegenstand ist, flieht Ikoro in seiner Begleitung in die untere Welt, wo die normale Bevölkerung lebt, um dort Hinweise auf eine legendäre Hitze- und Lichtquelle namens Sonne zu suchen.

## Veröffentlichung
Anfänglich erschien der von Shin Takahashi gezeichnete Manga in Shōgakukans Manga-Magazin Shōnen Sunday ab Ausgabe 38/2002 (September 2002) bis 14/2004 (März 2004). Diese wurden dann in Sammelbänden (Tankōbon) zusammengefasst, wobei ab Band 5 die Kapitel für die Sammelveröffentlichung zu großen Teilen neu gezeichnet und die Abstände zwischen den Bänden unregelmäßig wurden und teilweise über ein Jahr betrugen.
- Bd. 1: ISBN 4-09-126611-8, 18, Januar 2003
- Bd. 2: ISBN 4-09-126612-6, 18. November 2003
- Bd. 3: ISBN 4-09-126613-4, 10. August 2004
- Bd. 4: ISBN 4-09-126614-2, 18. März 2005
- Bd. 5: ISBN 4-09-126615-0, 18. Januar 2006
- Bd. 6: ISBN 978-4-09-120050-1, 10. August 2007
- Bd. 7: ISBN 978-4-09-122047-9, 16. Oktober 2009
- Bd. 8: ISBN 978-4-09-122227-5, 18. Januar 2010
- Bd. 9: ISBN 978-4-09-122473-6, 16. Juli 2010 (limitiert mit Artbook: ISBN 978-4-09-159080-0)

In der Shōnen Sunday erschien zudem am 21. Juli 2010 (Ausgabe 34/2010) die thematisch ähnliche Kurzgeschichte Spica – Futari no Gin no Tsubasa (スピカ ─ふたりの銀のつばさ─, „Spica – die Silberflügel von beiden“) und am 3. Juli 2013 (Ausgabe 31/2013) Spica – Hōkago no Chiisana Hoshi (スピカ─放課後のちいさな星─, „Spica – ein kleiner Stern nach dem Unterricht“), die beide am 16. August 2013 als Sammelband Spica: The twin Stars of “Kimi no Kakera” (スピカ The twin ST☆Rs of "きみのカケラ"; ISBN 978-4-09-124402-4) veröffentlicht wurden.
Kimi no Kakera erschien in Italien unter dem Titel Un frammento di te bei Panini Comics’ Manga-Imprint Planet Manga vom 13. Oktober 2005 bis 27. Oktober 2011, sowie in Frankreich als Fragment. Royaume de Neige bei Delcourts Imprint Akata vom 26. April 2006 bis 10. Oktober 2012.